# Pierre Clerdent
Pierre Jean Joseph Clerdent (* 29. April 1909 in Lüttich; † 11. Juni 2006 in Chaudfontaine) war ein belgischer Politiker und Gouverneur der Provinz Lüttich.

## Leben
Nach dem mit der Promotion abgeschlossenen Studium der Rechtswissenschaften war Clerdent von 1934 bis 1945 Anwalt am Appellationshof von Lüttich sowie aktiver Widerstandskämpfer gegen die deutsche Besatzungsmacht. Die von ihm mitbegründete Partei ‚Union démocratique belge‘ (UDB) wurde nach der Wahlniederlage 1946 aufgelöst.
Von 1945 bis 1953 war er Gouverneur der Provinz Luxemburg, dann von 1953 bis 1971 Gouverneur der Provinz Lüttich. 
Während dieser Zeit war er auch Gründer der Société Provinciale d‘Industrialisation (S.P.I.) und Präsident des Wirtschaftsrates von Wallonien. Nach dem Ende seiner Amtszeit wurde er zum Ehrengouverneur ernannt.
Von 1981 bis 1988 war Clerdent Senator und als solcher Verteidiger der Solidarität zwischen Brüssel und Wallonien. Darüber hinaus setzte er sich für das Anhalten des Schnellzuges TGV im Bahnhof von Lüttich ein.

## Auszeichnungen
- 1957: Großoffizier Verdienstorden der Italienischen Republik
- 1959: Großes Bundesverdienstkreuz mit Stern
- 1959: Großes Goldenes Ehrenzeichen mit dem Stern für Verdienste um die Republik Österreich[1]
- Großoffizier der Ehrenlegion (Grand-Croix de la Légion d‘honneur)
- Silver Star
- Royal Victorian Order
- Order of the British Empire
- Orden Leopolds II.
- Leopoldsorden
- Orden Polonia Restituta
- Großoffizier Orden der Eichenkrone
- Orden von Oranien-Nassau
- Nordstern-Orden